# Ibn Majah
Ibn Majah, de son nom complet Abou Abdallah Muḥammad bin Yazīd bin Mājah al-Qazwini ar-Rab'i (arabe : أبو عبد الله محمد بن يزيد بن ماجه الربعي القزويني), né en 209 de l'Hégire et mort le 21 ramadan 273 de l'Hégire, était un érudit musulman, notamment connu pour être un grand savant du hadith (muhaddith). 
Son recueil de ahadith, Sunan ibn Majah (en), est un des ouvrages de référence en la matière et compte parmi les six grands recueils de ahadith de l'islam.

## Biographie
Ibn Mājah naît en 824 (209 de l'Hégire) à Qazvin, dans l'actuel Iran. 
Son premier professeur est Muhammad at-Tanafasi (mort en 233 de l'Hégire), ce qui laisse supposer qu'il a commencé son apprentissage de la science du hadith autour de 15 ans.
À l'âge de 22 ans, il quitte sa ville natale et entreprend un voyage dans le monde islamique pour parfaire ses connaissances. Il se rend alors notamment dans le Khorasan, en Irak, dans le Hejaz, au Levant ainsi qu’en Égypte. Son voyage dure 15 ans. 
Il étudie sous l’égide de Abou Bakr ibn Abi Shaybah, Muḥammad ibn 'Abdillah ibn Numayr, Jubarah ibn al-Mughallis, Ibrahim ibn al-Mundhir al-Ḥizami, 'Abdullāh ibn Muˤāwiyah, Hicham ibn 'Ammār, Muḥammad ibn Rumḥ, Dawud ibn Rachid et d’autres.
Il enseigne la science du hadith.
Selon Al-Dhahabi, Ibn Mājah mourut à Qazvin aux alentours du 19 février 887, soit huit jours avant le début du mois de ramadan. D'autres sources datent sa mort au 21 ramadan 273 de l'Hégire. Son fils Abdullah l'a inhumé.

## Œuvres
Al-Dhahabi mentionna les œuvres d'Ibn Mājah dans son livre :
- Sunan ibn Majah (en): un des six Grands Recueils de Hadith[3]
- Kitāb al-Tafsīr : un livre d'exégèse du Coran
- Kitāb al-Tārīkh : un livre d'Histoire contenant une liste plus ou moins exhaustive des transmetteurs apparaissant dans l’isnâd des hadiths.

### Sunan Ibn Majah
De ses trois ouvrages, seul son recueil de ahadith, Sunan ibn Majah (en), nous est parvenu et compte aujourd'hui parmi les livres les plus importants des sciences islamiques. Des centaines de bibliothèques contiennent des manuscrits de cet ouvrage. 
Le recueil contient 4341 ahadith, dont 3002 figurent également parmi les cinq autres grands recueils. Le livre est reconnu pour sa très bonne organisation par chapitres et sous-chapitres. Le savant Abd al-Ghani al-Maqdisi (en), très réputé dans la science du hadith, accueille très favorablement ce recueil et le place aux côtés des travaux de cinq grands maîtres du hadith : al-Boukhari, Muslim, an-Nasa'i, Abou Dawoud, at-Tirmidhi.  
Le fait que Sunan Ibn Majah rapporte un certain nombre de ahadith jugés faibles en fait pour certains le moins authentique des six ouvrages. Certains savants tels que Ibn al-Athir ou Ibn Hajar al-Asqalani ont remis en question la place de Sunan Ibn Majah parmi ces grands recueils.